# Барклодиад-и-Гаурес
Барклодиад-и-Гаурес (валл. Barclodiad y Gawres) — мегалитический холм-гробница на острове Англси (Ynys Môn) в Уэльсе, в двух километрах к северо-западу от деревни Аберфрау, на юго-западном побережье острова.
Внутри гробницы находятся три каменных камеры: одна основная и две боковых. Уже длительное время посетителям гробницы были известны изображения на пяти плитах гробницы в виде спиралей и волнистых линий; в 2007 г. подобные изображения были обнаружены на шестой плите.
Гробница использовалась как священный объект в эпоху неолита и бронзового века. Во времена кельтов гробница могла использоваться друидами, подобно тому, как, например, Ньюгрейндж играет важную роль в ирландской мифологии.